# Frullania replicata
Frullania replicata là một loài rêu tản trong họ Jubulaceae. Loài này được (Nees) Nees miêu tả khoa học lần đầu tiên năm 1843.